# Gerrit Adriaenszoon Berckheyde
Gerrit Adriaenszoon Berckheyde, auch Gerard Berkheyde genannt, (getauft am 6. Juni 1638 in Haarlem; † 14. Juni 1698 ebenda) war ein niederländischer Maler.

## Leben
Berckheyde war ein Sohn des Metzgers Adriaen Joppen Berckheyde und der jüngere Bruder und Schüler von Job Adriaenszoon Berckheyde, den er auf seiner Reise durch Deutschland entlang des Rheins bis nach Heidelberg begleitete. Er trat 1660 der Haarlemer Gilde bei. In Haarlem lebte er gemeinsam mit seinem Bruder und seiner Schwester Aechje, die ihnen den Haushalt führte, in der Jansstraat. Alle drei blieben unverheiratet. Neben einigen Landschaften, Seehäfen und Kircheninterieurs fertigte er zahlreiche sehr ähnliche Stadtansichten von Amsterdam und Haarlem, Köln, Bonn und Heidelberg, die er mit kleinen Figuren staffierte. Er soll, nach einem Begleitzettel zu dem Gemälde Das Schüleratelier des Frans Hals ebenso wie sein Bruder ein Schüler von Frans Hals gewesen sein. Seine Werke fertigte er nicht immer nach eigenen Skizzen aus der Natur. So malte er beispielsweise Ansichten in Rom, ohne jemals in Italien gewesen zu sein. Er war, wie sein Bruder, eine Zeit lang am kurfürstlichen Hof in Heidelberg tätig. Eine Darstellung des Schlosses Heemstede gilt als sein frühest datiertes Werk. Er soll 1698 ertrunken sein, als er sich Nachts auf dem Weg nach Hause befand.

## Werke (Auswahl)
- Ansicht aus Köln
- Landschaft mit Schloss Egmond

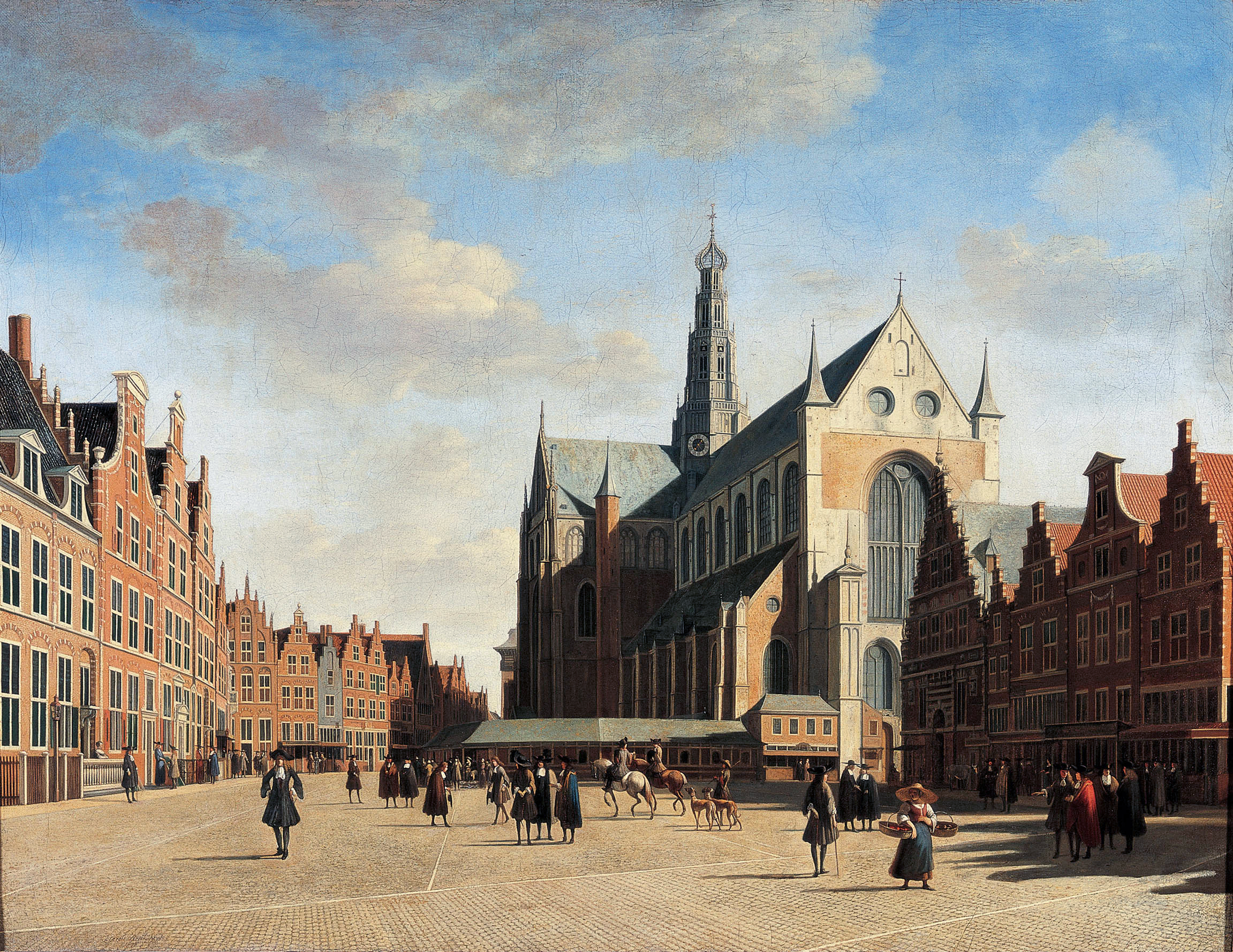
Der große Markt in Haarlem

- Ansicht des Damplatzes in Amsterdam 1665
- Ansicoht aus Amsterdam 1666
- Ansicht des Getreidemarktes der Douane und Kirche zu Haarlem 1667
- Ansicht von Amsterdam 1668
- Ansichten aus Köln und Bonn
- Blick auf das Heidelberger Schloss
- Der große Markt in Haarlem 1696